# 高安 (正統壬戌進士)
高安（1416年—1472年），字容靜，江西吉安府永豐縣人，民籍。明朝政治人物。進士出身。

## 生平
生于永樂丙申二月十九日亥時，正德六年辛酉科江西鄉試第十九名。正統七年（1442年）壬戌科會試第一百名，殿試登進士第三甲第二十四名，授官大理寺右评事，持身廉愼，才識練達，擢浙江按察僉事，三十六歲罢政归休。成化八年壬辰二月二十五日卒，年五十七

## 家族
曾祖父高茂大。祖父高桂芳。父亲高璉，永樂戊子科舉人，曾任南雄府學教授。母江氏，妻曾氏，俱封孺人。